# Lorenzo Musetti
Lorenzo Musetti (Carrara, 3 maart 2002) is een Italiaans tennisser.

## Palmares
| Legenda                       | Legenda               |
| ----------------------------- | --------------------- |
| Grand Slam                    |                       |
| Olympische Spelen             |                       |
| tot 2009                      | vanaf 2009            |
| Tennis Masters Cup            | ATP Finals            |
| ATP Masters Series            | ATP Tour Masters 1000 |
| ATP International Series Gold | ATP Tour 500          |
| ATP International Series      | ATP Tour 250          |

### Enkelspel
| Nr.                  | Datum             | Toernooi    | Ondergrond    | Tegenstander in finale | Score            |         |
| -------------------- | ----------------- | ----------- | ------------- | ---------------------- | ---------------- | ------- |
| Gewonnen finales     |                   |             |               |                        |                  |         |
| 1.                   | 24 juli 2022      | ATP Hamburg | Gravel        | Carlos Alcaraz         | 6-4, 6-7(6), 6-4 | details |
| 2.                   | 16 oktober 2022   | ATP Napels  | Hardcourt (i) | Matteo Berrettini      | 7-6(5), 6-2      | details |
| Gewonnen challengers |                   |             |               |                        |                  |         |
| 1.                   | 26 september 2020 | Forlì       | Gravel        | Thiago Monteiro        | 7-6(2), 7-6(5)   |         |

### Landencompetities
| Nr.              | Datum               | Toernooi   | Ondergrond    | Partner(s)                                                                                             | Tegenstanders                                                                                                  | Score               | Ref.    |
| ---------------- | ------------------- | ---------- | ------------- | --- | --- | ------------------- | ------- |
| Gewonnen finales |                     |            |               | | |                     |         |
| 1.               | 21-26 november 2023 | Davis Cup  | Hardcourt (i) | Jannik Sinner Matteo Arnaldi Lorenzo Sonego Simone Bolelli                                             | Alex de Minaur Matthew Ebden Alexei Popyrin Max Purcell Jordan Thompson                                        | 2-0 (2 wedstrijden) | details |
| Verloren finales |                     |            |               | | |                     |         |
| 1.               | 8 januari 2023      | United Cup | Hardcourt     | Matteo Berrettini Andrea Vavassori Marco Bortolotti Martina Trevisan Lucia Bronzetti Camilla Rosatello | Taylor Fritz Frances Tiafoe Denis Kudla Hunter Reese Jessica Pegula Madison Keys Alycia Parks Desirae Krawczyk | 0-4                 | details |

### Grandslamfinales Junioren
| Nr.              | Datum             | Toernooi        | Ondergrond | Tegenstander in finale | Score             |
| ---------------- | ----------------- | --------------- | ---------- | ---------------------- | ----------------- |
| Gewonnen finales |                   |                 |            |                        |                   |
| 1.               | 26 januari 2019   | Australian Open | Hardcourt  | Emilio Nava            | 4-6, 6-2, 7-6(12) |
| Verloren finales |                   |                 |            |                        |                   |
| 1.               | 09 september 2018 | US Open         | Hardcourt  | Thiago Seyboth Wild    | 1-6, 6-2, 2-6     |

## Resultaten grote toernooien
| Legenda | Legenda                          |
| ------- | -------------------------------- |
| g.t.    | geen toernooi gehouden           |
| l.c.    | lagere categorie                 |
| –       | niet deelgenomen                 |
| G       | uitgeschakeld in de groepsfase   |
| 1R      | uitgeschakeld in de eerste ronde |
| 2R      | uitgeschakeld in de tweede ronde |
| 3R      | uitgeschakeld in de derde ronde  |
| 4R      | uitgeschakeld in de vierde ronde |
| KF      | uitgeschakeld in de kwartfinale  |
| HF      | uitgeschakeld in de halve finale |
| F       | de finale verloren               |
| W       | het toernooi gewonnen            |
| w-v     | winst/verlies-balans             |

### Enkelspel
| grandslamtoernooien |      |      |      |      |    |      |
| Australian Open     | –    | –    | 1R   | 1R   | 2R | 3R   |
| Roland Garros       | –    | 4R   | 1R   | 4R   | 3R | HF   |
| Wimbledon           | g.t. | 1R   | 1R   | 3R   | HF | 1R   |
| US Open             | –    | 2R   | 3R   | 1R   | 3R |      |
| ATP Masters 1000    |      |      |      |      |    |      |
| Indian Wells        | g.t. | 1R   | 2R   | 2R   | 3R | 3R   |
| Miami               | g.t. | 3R   | 1R   | 2R   | 4R | 4R   |
| Monte Carlo         | g.t. | 1R   | 3R   | KF   | 3R | F    |
| Madrid              | g.t. | –    | 3R   | 2R   | 2R | HF   |
| Rome                | 3R   | 2R   | –    | 4R   | 2R | HF   |
| Montreal/Toronto    | g.t. | –    | –    | 3R   | –  |      |
| Cincinnati          | –    | –    | 1R   | 2R   | 2R |      |
| Shanghai            | g.t. | g.t. | g.t. | 2R   | 2R |      |
| Parijs              | –    | 2R   | KF   | 1R   | 1R |      |
| Olympisch           |      |      |      |      |    |      |
| Olympische Spelen   | g.t. | 1R   | g.t. | g.t. | HF | g.t. |
| Statistieken        |      |      |      |      |    |      |
| titels per jaar     | 0    | 0    | 2    | 0    | 0  |      |
| eindejaarsranking   | 128  | 59   | 23   | 27   | 17 |      |

### Dubbelspel
| grandslamtoernooien |      |      |      |     |      |
| Australian Open     | –    | 1R   | –    | –   | –    |
| Roland Garros       | 1R   | –    | –    | –   | –    |
| Wimbledon           | –    | 1R   | –    | –   | –    |
| US Open             | –    | 1R   | –    | –   |      |
| ATP Masters 1000    |      |      |      |     |      |
| Indian Wells        | –    | –    | –    | 2R  | –    |
| Miami               | –    | –    | –    | –   | –    |
| Monte Carlo         | –    | –    | 1R   | 1R  | –    |
| Madrid              | –    | –    | –    | –   | 2R   |
| Rome                | 2R   | –    | 1R   | –   | 2R   |
| Montreal/Toronto    | –    | –    | –    | –   |      |
| Cincinnati          | –    | –    | KF   | –   |      |
| Shanghai            | g.t. | g.t. | –    | –   |      |
| Parijs              | –    | –    | 1R   | –   |      |
| Olympisch           |      |      |      |     |      |
| Olympische Spelen   | 2R   | g.t. | g.t. | 1R  | g.t. |
| Statistieken        |      |      |      |     |      |
| titels per jaar     | 0    | 0    | 0    | 0   |      |
| eindejaarsranking   | 367  | 570  | 276  | 181 |      |